# Bangoua
Bangoua (auch Bangwa) ist ein Dorf in West-Kamerun mit 74 Quadratkilometern Fläche und ca. 22.000 Einwohnern.

## Lage
Bangoua liegt im französischsprachigen Teil Kameruns und ist Sitz eines der zehn traditionellen Fürstentümer 2. Grades im Departement Ndé. Das Fürstentum liegt in der Nähe der Nationalstraße 4 (Achse Yaoundé–Bafoussam), 13 km nordwestlich der Gemeindehauptstadt Bangangté, am Fluss Kong. Neben Französisch spricht man dort Bangoua, eine Bamileke-Sprache, deren Sprecherzahl auf 300.000 geschätzt wird.
Bangoua wurde im 14. Jahrhundert von einem Jäger namens Leukemegne, genannt Njogvup, gegründet. Heute umfasst das Fürstentum Bangoua fünf Dörfer gemäß dem kommunalen Entwicklungsplan: Ndoukong, Baloué Fotchop, Famveu, Bandiangseu, Fambienseu.

## Kolonialgeschichte
Anfang des 20. Jahrhunderts hieß Fon Nono Tchoutouo die deutschen Kolonialherren willkommen. Es wird erzählt, dass der Fon an diesem Tag etwa 50 Schafe schlachten ließ, um die deutschen Ankömmlinge zu empfangen. Anschließend ließ er auf dem großen Platz vor seinem Palast Gebäude errichten, damit die Siedler sich ausruhen konnten, bevor sie ins benachbarte Foumban weiterzogen. Die Deutschen behandelten Nono Tchoutouo wie einen großen König und halfen ihm, das Nachbardorf Bangdianseu in sein Fürstentum zu integrieren. Doch das Ansehen dieses mit den Deutschen verbündeten Fons schwand mit dem Abzug der Deutschen im Jahr 1920. Er wurde 1931 von den Franzosen abgesetzt und durch seinen Dolmetscher ersetzt. 1948 kehrte Nono Tchoutouo aus dem Exil nach Bangoua zurück. Seine Rückkehr aus dem Exil wird noch heute mit dem Macabo-Fest gewürdigt.

## Kolonialkunst aus Bangoua im Besitz deutscher Museen (Auswahl)
(Quelle: )
- Stab mit männlicher Skulptur, Besitz: Ethnologisches Museum Berlin. Gesammelt durch Gustav Conrau, ca. 1840–1860[6]
- Kopfaufsatzmaske, menschlicher Kopf, Besitz: Ethnologisches Museum Berlin. Gesammelt durch Gustav Conrau[7]
- Doppelglocke, Besitz: Ethnologisches Museum Berlin. Gesammelt durch Martin Karl Arnim Heßler, ca. 1901–1915[8]
- Klappern, Besitz: Ethnologisches Museum Berlin. Gesammelt durch Jesko von Puttkamer[9]
- Schlitztrommel, Besitz: Ethnologisches Museum Berlin. Gesammelt durch Jesko von Puttkamer[10]
- Männliche Skulptur, Besitz: Ethnologisches Museum Berlin. Gesammelt durch Gustav Conrau, 19. Jahrhundert[11]
- Maske, Besitz: Ethnologisches Museum Berlin. Gesammelt durch Gustav Conrau[12]
- Kalebasse, Besitz: Ethnologisches Museum Berlin. Gesammelt durch Gustav Conrau[13]
- Hörner oder Tierdarstellung, Besitz: Ethnologisches Museum Berlin. Gesammelt durch Gustav Conrau, 19. Jahrhundert[14]
- Gefäß, Besitz: Ethnologisches Museum Berlin. Gesammelt durch Gustav Conrau[15]

## Fons (Stammesfürsten)
- Njogvup oder Leukemegne
- Tieuze Yankieu
- Nzeuteze
- Tekapto
- Njiki
- Kûkwe
- Tieyakghû
- Tchapjouo
- Teukwonze
- Mbwonnû
- Tekouotô
- Lekùndûe
- Lekûghû
- Lekungang
- Lekeupep
- Mbeutefeng
- Sopiè
- Ndjakpou
- Ndiolà
- Djomo (Djopwouo)
- Nono Tchoutouo (* 1854; † 1957) alias No-Tchoutouo, Fon von Bangoua und Widerstandskämpfer gegen die Kolonialisierung. 1931 wurde er von den französischen Kolonialherren ins Exil geschickt und verbrachte dort 18 Jahre.[16]
- Wantong Nono Zacharie regierte von 1957 bis 1978. Der französische Anthropologe Charles-Henry Pradelles de Latour verfasste eine wissenschaftliche über seine Herrschaft und veröffentlichte zwei Bücher über Bangoua: Le crâne qui parle und Ethnopsychanalyse en pays Bamileké.
- Tchatchouang Wantong Paul, Fon von Bangoua regierte von 1978 bis 2001.
- Annick Julio Djampou Tchatchouang, der amtierende Fon der Bangoua, der nach dem Tod seines Vaters 2001 ausgewählt[17] und inthronisiert wurde.[18] Julio Djampou Tchatchouang bestieg den Thron der Bangoua im Alter von 21 Jahren. Er ist Fon 2. Grades, die zweithöchste Hierarchie der traditionellen Monarchen in Kamerun.

### Rolle des Fons in Bangoua
Den Fons sind verschiedene Verantwortlichkeiten auferlegt, von denen die wichtigste der Schutz des Volkes und seines Eigentums ist. Anders als in den europäischen Königshäusern ist nicht automatisch der Erstgeborene „Kronprinz“. Die Notabeln des Fons wählen nach dem Tod des amtierenden Fons seinen Nachfolger unter den zahlreichen Söhnen des Herrschers. So wählten die Notabeln von Tchatchouang Watong Paul seinen Sohn Annick Julio Djampou als zukünftigen König und keinen seiner älteren Brüder.
Die Bangoua-Herrschaft wird von den Dorfbewohnern und der Elite am Leben erhalten. Diese bieten Schweine, Ziegen, Ernten, Holz oder Arbeitsleistung an, um dem Palast zu dienen. Die Gegenleistung besteht darin, dass der Fon die Einwohner informiert, die lokale Infrastruktur verbessert und eine rechtsprechende Rolle im Sinne des Gewohnheitsrechts übernimmt. Zudem ist der Fon dazu verpflichtet, die Herrschaft des Königshauses Bangoua mit all ihren Rechten, Immunitäten und Privilegien aufrechtzuerhalten. In seinen Aufgaben wird der Fon durch seine Notabeln unterstützt.

## Tourismus
Mit seiner Tradition der Gastfreundschaft, seiner Malerei, seiner authentischen Kultur, der Vielfalt seiner Landschaft, seinem Museum, seinen Wasserfällen, seinen Höhlen, seinen Initiationsriten und Begräbniszeremonien verfügt Bangoua über ein außergewöhnliches touristisches Potenzial. Beispiele hierfür sind die Wasserfälle, der Königspalast und das Tor von Bangoua, das Macabo-Festival sowie eine Vielzahl an Kunstobjekten, die im königlichen Museum von Bangoua zu betrachten sind. Das Volk der Bangoua ist für seine herausragende Schnitzkunst bekannt.

### Macabo-Festival
Das zweijährliche Macabo-Fest wurde 1958 im November im Namen von König No Tchoutouo eingeführt, in Gedenken und Anerkennung der Ahnen. Das Fest ist für die Bewohner von Bangoua, die sich für die Rückkehr von König Nono Tchoutouo auf den Thron während seines 18-jährigen Exils eingesetzt haben.

### Museum von Bangoua
Das königliche Museum von Bangoua, Musée Royal de Bangoua, wurde 2011 gegründet. Es befindet sich im Ort Bangoua und führt durch die Geschichte des Königshauses Bangoua, seiner Kunst und Riten.
Die Kunstwerke der Bangoua sind einer der Wege, um das Volk der Bangoua, seine Geschichte, seine Traditionen und seinen Glauben kennenzulernen. Es ist im Grunde genommen der Ausdruck seiner Spiritualität und sozialen Organisation. Dies kommt in den Masken, Statuetten und einigen Mustern von Gegenständen zum Ausdruck, die im Gemeinschaftsmuseum ausgestellt sind. Aufsichtsratsvorsitzender des Kunstmuseums in Bangoua ist Guy Kouemou, Stammesfürstvertreter von Bangoua.

## Infrastruktur
In Bangoua befindet sich mit dem „Hôpital Protestant de Bangoua“ das größte und wichtigste Krankenhaus der Region.

## Persönlichkeiten aus Bangoua
- Joseph Tchundjang Pouemi (Ökonom)
- Nono Tchoutouo (ehemaliger König und Widerstandskämpfer während der Kolonialzeit)[34]